# Aster tataricus
Aster tataricus es una especie fanerógama perteneciente a la familia Asteraceae.

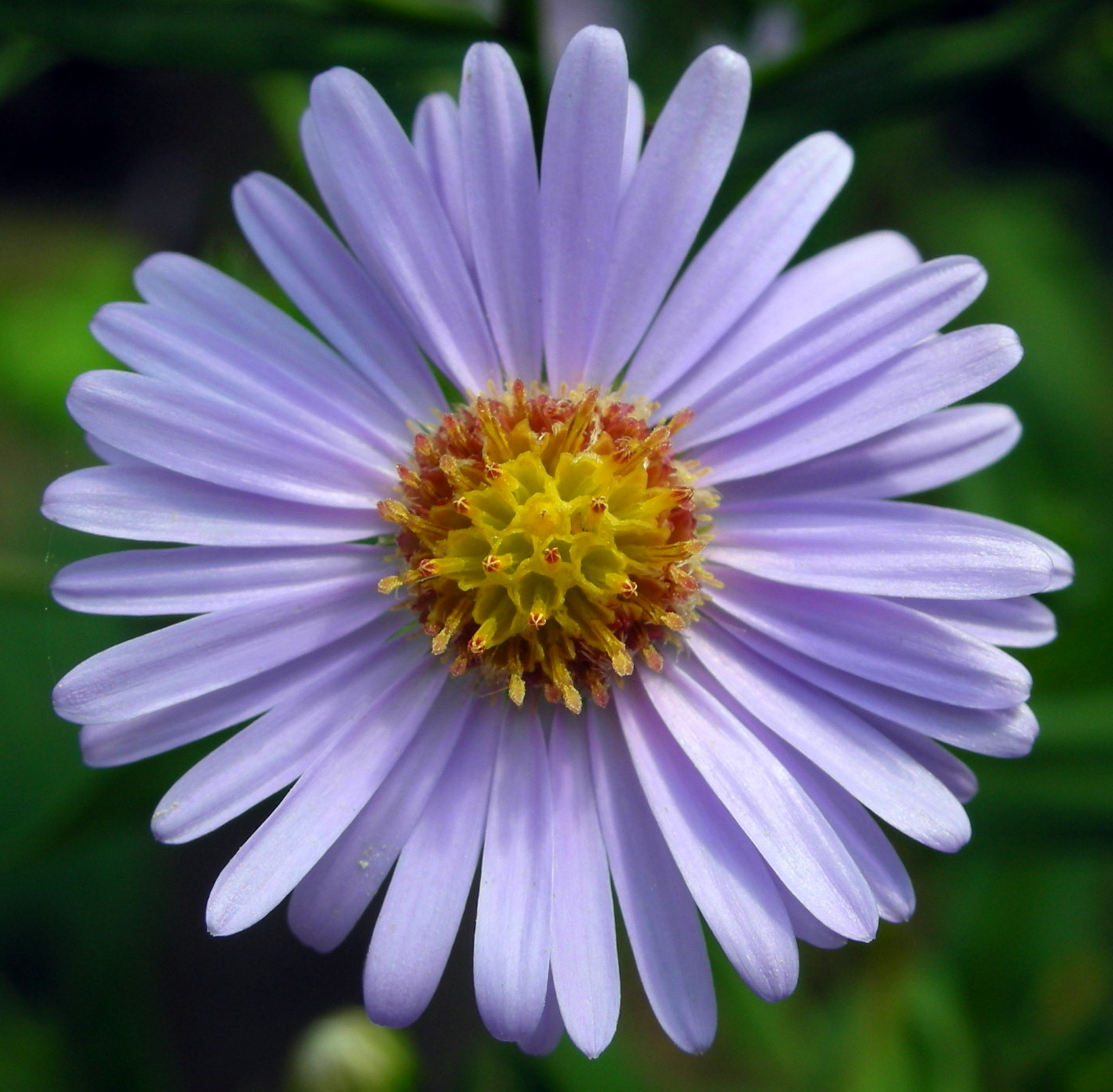
Flor de Aster tataricus.

## Descripción
Es una planta que alcanza hasta 180 cm de longitud. Florece en otoño con flores de color violeta. A menudo se cultivan las flores como planta ornamental y crecen silvestres en las montañas de Kyūshū.
En Japón, se la conoce como Shion (紫苑). La flor tiene un significado en el idioma japonés de flores, que corresponde a "No te olvidaré."

## Propiedades
Es una de las 50 hierbas fundamentales usadas en la medicina tradicional china, donde tiene el nombre de: zǐwǎn (紫菀).
Esta especie ha sido utilizada mayormente  durante al menos 2.000 años en la medicina tradicional china.  La raíz contiene saponinas y triterpenos, y es una hierba estimulante expectorante para el sistema bronquial, ayudando a eliminar las infecciones.  Es antibacteriana, antifúngica, antitusiva, expectorante y estimulante.  Tiene una acción antibacteriana, inhibiendo el crecimiento de Staphylococcus aureus, Escherichia coli, Shigella  dysenteriae, Salmonella enterica subsp. enterica serovar. Typhimurium, Pseudomonas aeruginosa y Vibrio proteus. La raíz es de uso interno en el tratamiento de la bronquitis crónica y la tuberculosis, y se utiliza a menudo en bruto junto con miel a fin de aumentar el efecto expectorante. La raíz se cosecha en el otoño y se seca para su uso posterior. La planta contiene el triterpeno epifriedelinol, que ha demostrado actividad contra el cáncer, y es utilizado como un remedio popular contra el mismo.

## Taxonomía
Aster tataricus fue descrita por  Carlos Linneo el Joven y publicado en Supplementum Plantarum 373. 1781[1782].
Etimología
Aster: nombre latino que significa estrella, aludiendo a la disposición regular de las flores en los capítulos.
tataricus: epíteto geográfico latino que alude a su localización en Tataria
Sinonimia
- Aster fauriei H.Lév. & Vaniot
- Aster fauriei Tamamsch.
- Aster nakaii
- Aster rhomboideus Lindl. ex DC.[4]
- Linosyris tatarica (Less.) C.A.Mey.[3]